# Garzarón
Garzarón (Gartzaron en euskera y de forma oficial) es una localidad española y un concejo de la Comunidad Foral de Navarra perteneciente al municipio de Basaburúa Mayor. 
Está situado en la Merindad de Pamplona, en la comarca de Ultzamaldea,  y a 31 km de la capital de la comunidad, Pamplona. Su  población en 2014 fue de 76 habitantes (INE), su superficie es de 5,03 km² y su densidad de población de 15,11 hab/km².

## Geografía física

### Situación
La localidad de Garzarón está situada en la parte sur del municipio de Basaburúa Mayor a una altitud de 540 m s. n. m. Su término concejil tiene una superficie de 5,03 km² y limita al norte con Aizároz; al este con Oroquieta-Erviti; al sur con Echalecu y al oeste con Yaben y Jaunsarás.
|                          | Norte: Aizároz |                        |
| Oeste: Yaben y Jaunsarás |                | Este: Oroquieta-Erviti |
|                          | Sur: Echalecu  |                        |

## Demografía

### Evolución de la población
| Gráfica de evolución demográfica de Garzarón entre 2000 y 2011 |
|                                                                |
| Datos según el nomenclátor publicado por el INE.               |